# CASA C295 MPA Persuader
Le CASA C295 MPA Persuader [Maritime Patrol Aircraft] est un avion de patrouille maritime développé en 2009 par EADS CASA sur la base de l'avion de transport tactique CASA C-295. Ne pas confondre avec le CASA C295 MSA, qui est un avion de surveillance maritime (police).

## Conception et développement
Dérivé du C-295, avion de transport tactique de taille moyenne, il dispose d'une grande autonomie, autorisant un long temps de patrouille lointaine, avant tout pour la lutte anti-sous-marine et anti-navires (militaires), mais accessoirement pour la lutte contre les trafics, la piraterie, le contrôle des pêches.
Pour la lutte anti sous-marine, Il est équipé d'un détecteur d’anomalie magnétique [MAD], d'un radar pouvant détecter un périscope, de bouées acoustiques largables (60), de charges de profondeur, de torpilles accrochées sous les ailes. Il dispose d’un système tactique FITS [Fully Integrated Tactical System] de dernière génération.
Doté d'une caméra jour et nuit [FLIR] pilotée, ils peut suivre une cible sans l'assistance d'un opérateur. Le coordinateur des systèmes de surveillance est assis en cabine avec les opérateurs des consoles des systèmes de veille et de combat. Il peut décider de prendre des photos et des vidéos des bateaux de pêche illégaux et ainsi obtenir des preuves des infractions.
Il est équipé d’un radar à synthèse d’ouverture sous le fuselage pouvant détecter plusieurs cibles en même temps. Des nacelles peuvent être montées sur les côtés du fuselage, sur le train d'atterrissage principal, pour emporter des armes légères, canons automatiques, tubes lance-roquettes et missiles. Trois points d’emport sont disponibles sous chaque aile,.

## Opérateurs

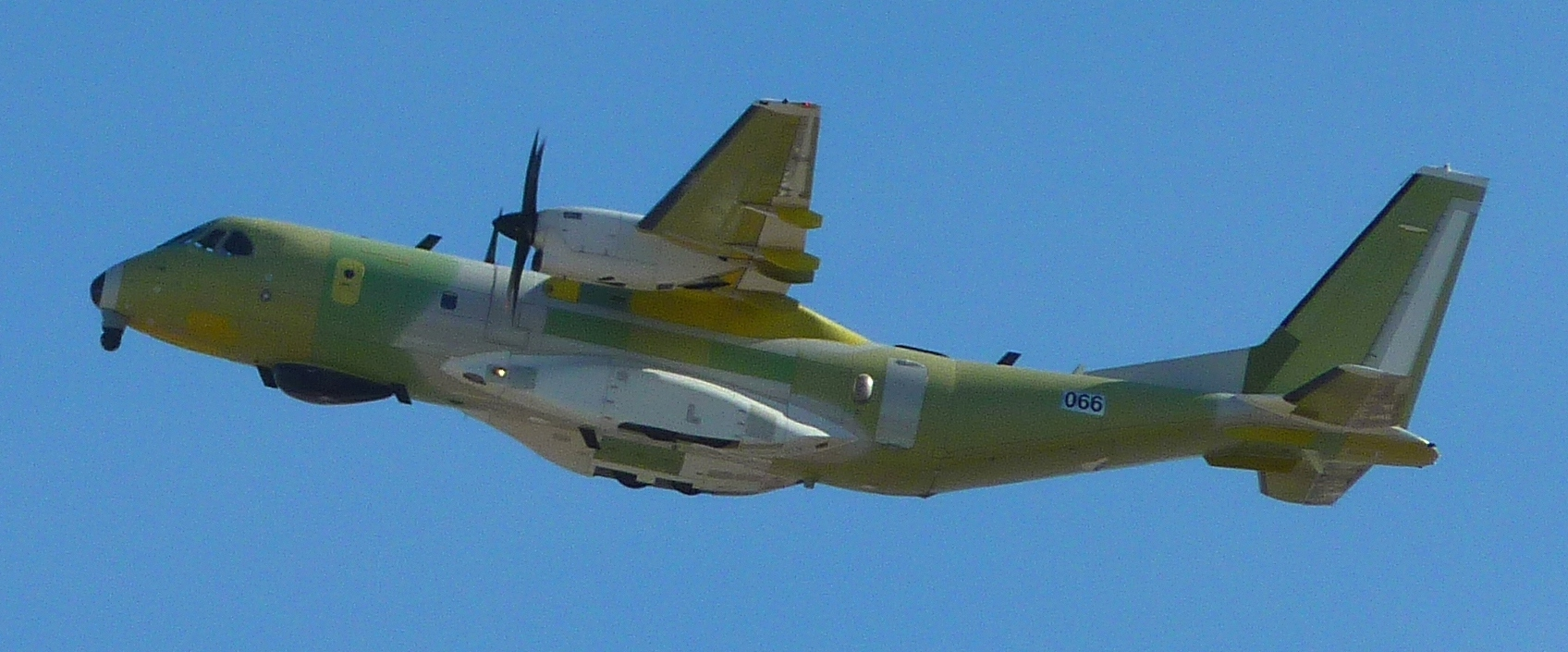
C-295MPA Persuader de la marine chilienne lors d'un vol d'essai avant la livraison.

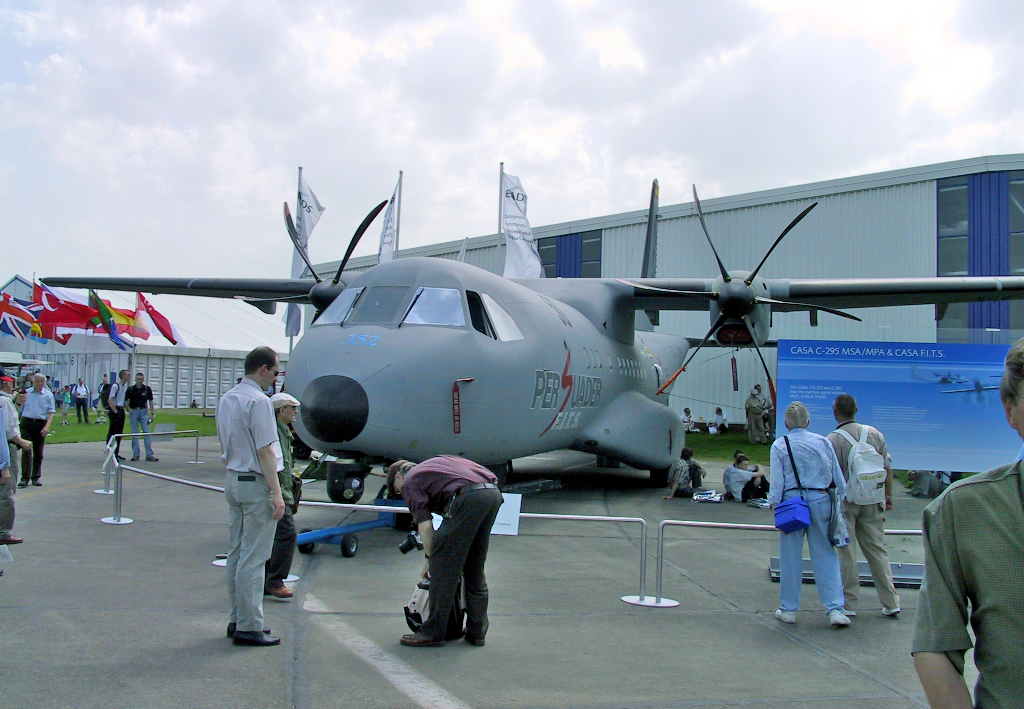
Prototype du CASA C-295 Persuader à la Exhibición Aeroespacial Internacional (ILA) de 2002.

- Chili : La Marine chilienne a acquis 3 avions maritimes C-295, dont deux à capacité anti-sous-marine (MPA/ASW Persuader) en novembre 2007, pour remplacer ses anciens P-3 ACH Orion pour 105 millions de US$. Le nouvel avion serait reçu au premier semestre 2010. Cette acquisition par le Chili fait partie du projet Alcatraz, et comprend également une option d'achat pour 5 autres avions C-295 pour remplacer ses Embraer EMB-110 Bandeirante, Embraer EMB-111 Bandeirulha et Lockheed P-3ACH Orion, avec l'idée initiale d'avoir une flotte de quatre C-295 anti-sous-marin, trois patrouilleurs et un avion cargo[4],[5],[6],[7]. Cependant, en mai 2009, il a été annoncé que le gouvernement chilien était sur le point de signer une ordonnance exécutant trois de ces options pour 95 millions de US$[8], un examen des plans effectué au milieu de cette même année a conduit à ne pas exécuter ces options et à procéder à la place à la mise à jour du P-3, une modernisation pouvant inclure l'installation du système FITS dont sont équipés les C-295[9]. Cependant, les problèmes survenus lors de cette modernisation pourraient finalement conduire à un retour aux plans initiaux[10]. Le premier avion est arrivé au Chili le 24 avril 2010.

- Espagne : en 2023, l'Espagne commande seize CN-295W auprès d’Airbus, six en version « patrouille maritime » [C-295 MPA « Persuader »], les dix autres en version missions de surveillance maritime [C-295 MSA], pour un montant de 1,7 milliard d’euros. Ce pays ne dispose plus d'avions de lutte anti-sous-marine, le dernier P-3M Orion qu'elle mettait en œuvre ayant été retiré du service en 2022. Ces appareils remplaceront également les huit C-235 MSA « Vigma ». Le premier appareil sera opérationnel en 2027[3].